# Microsteira diotostigma
Microsteira diotostigma är en tvåhjärtbladig växtart som beskrevs av Marcel Marie Maurice Dubard och Dop. Microsteira diotostigma ingår i släktet Microsteira och familjen Malpighiaceae. Inga underarter finns listade i Catalogue of Life.